# Albert Bartholomé

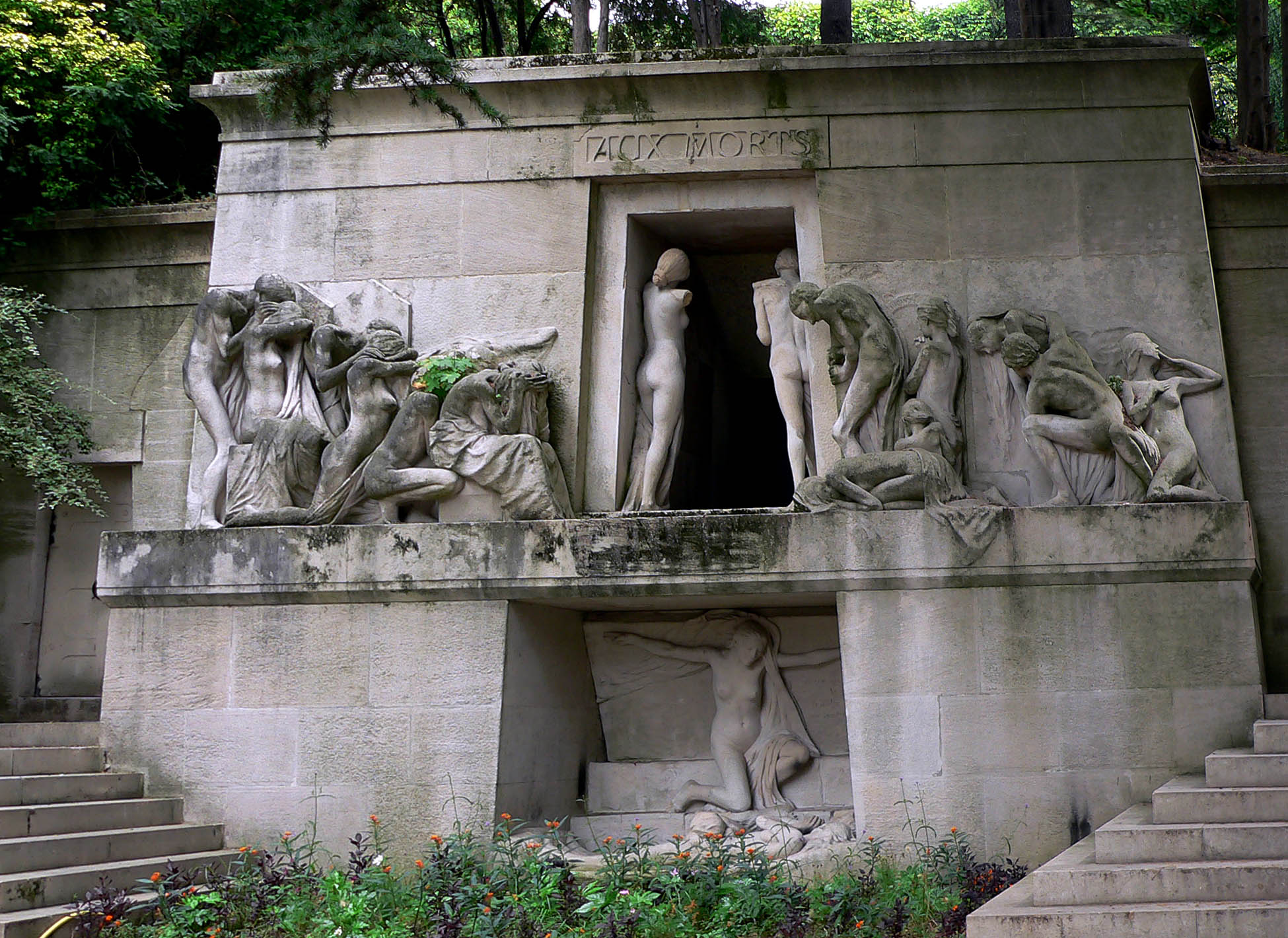
Aux Morts, cementerio del Père-Lachaise.

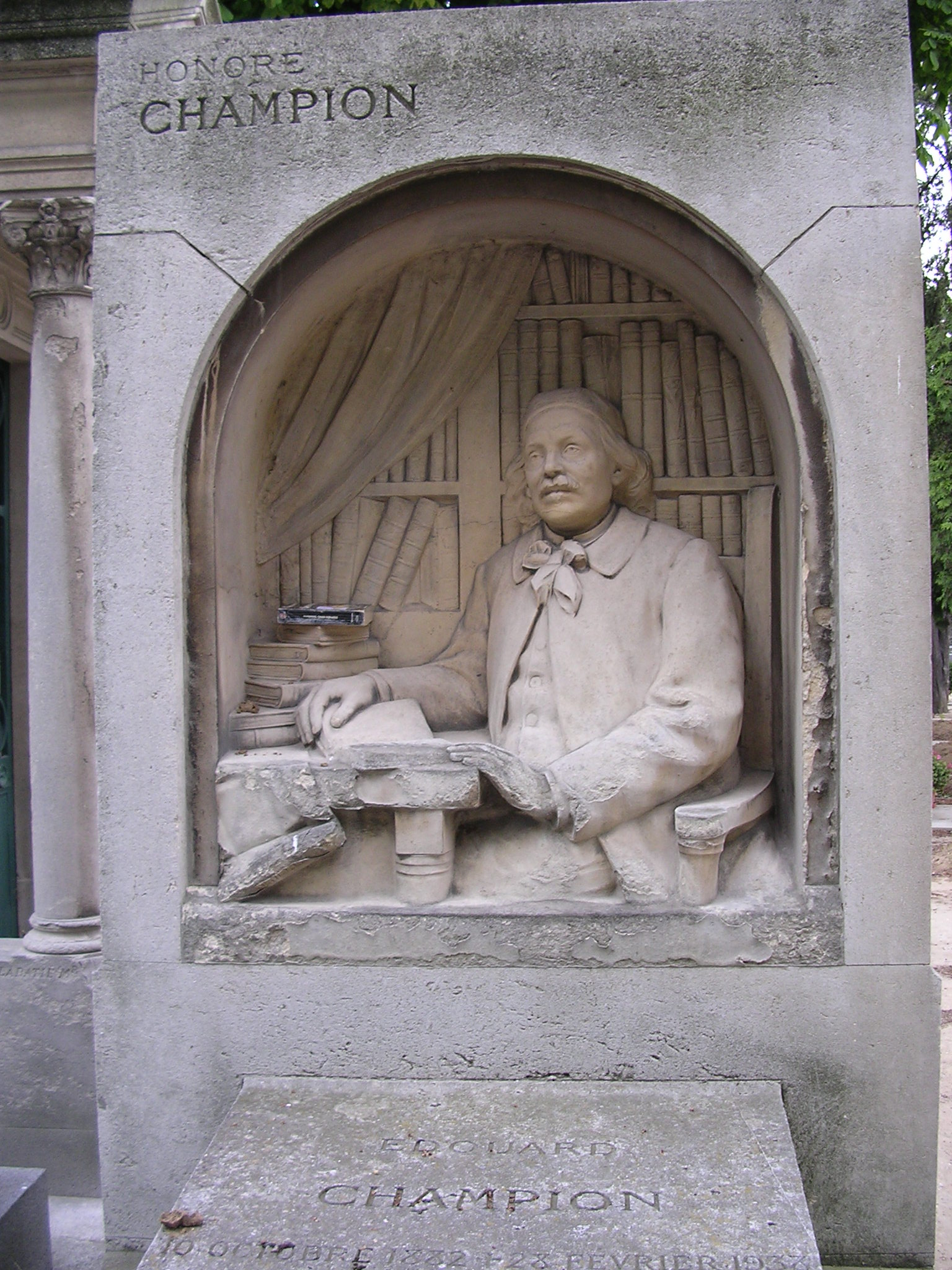
Tumba de Honoré Champion (hacia 1909) en el cementerio de Montparnasse.

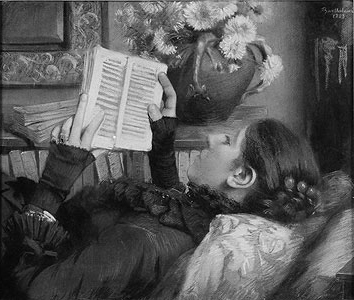
Retrato de su esposa, por Albert Bartholome.

Paul-Albert Bartholomé (Thiverval-Grignon, 1848 - París, 1928) fue un pintor y escultor francés; está enterrado en la División 4 del cementerio del Père-Lachaise

## Biografía
Bartholomé se orienta inicialmente hacia la pintura, primero en Ginebra, luego en París, dónde se hace amigo de Degas. Aborda la escultura en 1886, disciplina en la que permaneció, desarrollando una técnica que mezclaba la sencillez y la emoción contenida del atticisme apacible de las figuras de un Pierre Puvis de Chavannes. Expondrán los dos en el Salón de la Libre Esthétique, y se reúnen en la Sociedad nacional de las bellas artes de la que Puvis es Presidente y donde Bartholomé expone desde 1891 y forma parte de la comisión de exámenes con René de Saint-Marceaux y Constantin Meunier.
En 1908 su amigo Charles Giron realizó un retrato del artista.
Presidió una comisión que se hizo cargo de los funerales de su amigo Guillaume Dubufe, y la erección de la tumba con una escultura en 1910-1912
En 1918 organiza una exposición de cartones de Puvis, en una sala dedicada a los grandes artistas presidentes de la Sociedad, con Degas y Rodin.
Falleció en París el año 1928, y fue enterrado en el cementerio del Père-Lachaise. Su tumba es obra de su alumno Henri Bouchard y la efigie de Alfred Boucher.

## Algunos trabajos

### Esculturas
- Tumba de Honoré Champion (hacia 1909) en el cementerio de Montparnasse
- Monumento a los muertos en la Primera Guerra Mundial de Crespy en Valois, de carácter pacifista.
- La Croix de guerre 1914-1918
- La Croix de guerre 1939-1945
- Monument aux morts (Monumento a los muertos) - monumento oficial comprado por la Ciudad de París en el salón del Petit-Champ-de-Mars de 1895 e instalado en el cementerio del Père-Lachaise, una copia se encuentra en el Musée des Beaux-Arts de Lyon.
- Tumba de la familia Pam en el cementerio de Montmartre
- Fillette pleurant (Niña llorando), 1894, bronce. En el Museo de Orsay[6]
- Elementos del monumento a Jean-Jacques Rousseau, encargado en 1907 e inaugurado en 1912 en el Panteón de París. Compuesto por un grupo de tres figuras (la Filosofía, la Verdad y la Música). Flanqueado por las figuras de la Gloria a la izquierda y la Música a la derecha.Estos elementos se pueden ver también en el Museo de Orsay, que dedica una sala a este artista.
  - La Verdad, la Filosofía y la Naturaleza, grupo en escayola, París, (museo de Orsay)
  - La Gloriaescayola, París, (museo de Orsay)
  - La Músicaescayola, París, (museo de Orsay)
- Busto de mujer, mármol, Paris, (musée del Petit Palais).
- L' Adieu, 1899, mármol, Bruselas, (Musées royaux des Beaux-Arts).

### Pinturas
- Dans la serre (en el invernadero) (Óleo- Museo de Orsay)[7]
- Retrato de la esposa del artista (Périe, 1849–1887) leyendo.

## Herencia
- Una Avenida lleva su nombre en el XV Distrito de París.